# سيد جميل كاظم
سيد جميل كاظم (ولد في 1963) سياسي بحريني. سبق له أن كان عضو مجلس النواب من 2006 إلى 2011.

## النشأة والتعليم
وُلد كاظم في عام 1963.
حصل على شهادة في علوم الحاسوب الآلي في عام 1985 من جامعة الرياض بالسعودية. ثم حصل على ليسانس آداب فلسفة وعلم نفس في عام 1996 من جامعة بيروت العربية بلبنان. ثم حصل على دبلوم الدراسات العليا شعبة الفلسفة في عام 1998 من جامعة القديس يوسف بلبنان. ثم حصل على شهادة الماجستير دبلوماسية السلام والتنمية في عام 2001 من جامعة جوبا بالسودان.

## المسيرة المهنية والسياسية
عمل مشرف بناء في بلدية جدحفص من 1987 إلى 1988. ثم عمل مدير فرع في مؤسسة طرادة التجارية من 1991 إلى 2001. ثم عمل مشرف اجتماعي في وزارة التربية والتعليم من 2001 إلى 2002.
في الانتخابات البلدية 2002 ترشح عبر جمعية الوفاق الوطني الإسلامية الشيعية فاز بمقعد الدائرة التاسعة في محافظة العاصمة بعدما حصل على 64.67% من مجموع الأصوات.
في الانتخابات النيابية 2006 فاز بمقعد الدائرة الثامنة في محافظة العاصمة بعدما حصل على 70.56% من مجموع الأصوات. في الانتخابات النيابية التالية جدد فوزه بحصوله على نسبة أصوات بلغت 86.20%.
إثر قيام احتجاجات شعبية في عام 2011 قدم كاظم استقالته من المجلس ضمن كتلة جمعية الوفاق التي قدمت استقالتها بسبب ما زعمت أنه التعامل العنيف للسلطة مع «المحتجين السلميين».
في يوليو 2011 انطلق حوار التوافق الوطني بين السلطة والجمعيات السياسية المعارضة حيث قاد كاظم وفد جمعية الوفاق.
ترأس مجلس شورى جمعية الوفاق من 2008 إلى 2011 ثم في عام 2014.
في 2 يوليو 2014 أكد كاظم في لقاء مع الأهالي في قرية الدراز على ضرورة وجود حكومة شراكة وطنية تمثل الإرادة الشعبية ضمن مشروع الحل السياسي الجاد. وأن المعارضة مستعدة لفتح ملف التجنيس على مصراعيه منذ عقدين من الزمن والتحقيق في كل من تم تجنيسه وهل جنسوا وفقا للقانون أم لا واصفا ملف التجنيس بالشائك وأن ما يقوم به النظام جريمة بحق الوطن. وأنه ما لم تكن هناك ضمانات دولية وخارجية على أي حل سياسي فإن النظام سينكث بوعوده كما فعل سابقا. وأنه منذ دخول قوات درع الجزيرة تم تدويل ملف البحرين أقليميا ودوليا وأصبح الحل مصادرا من الداخل ولكن يجب التمتع بالنفس الطويل والاستمرار في المطالبة.
في 25 يوليو 2014 أكد كاظم أن إلغاء مجلس بلدي العاصمة هو مشروع انطلق من السلطة وانتهى بها مشيرا إلى أن النواب هم كومبارس وأن الهدف من إلغاء مجلس بلدي العاصمة بات واضحا بعد أن كان بالانتخاب والآن بالتعيين بحسب درجة الولاء لأجندات السلطة فحسب ولاسيما بعد إعطائه صلاحيات سلفه.
في 9 سبتمبر 2014 أكد جميل مقاطعة جمعية الوفاق الانتخابات النيابية والبلدية 2014 حيث قال أنه لا جديد في موقف قوى المعارضة من الانتخابات النيابية وخاصة أنه لا توجد مبادرات حقيقية من شأنها أن تجعل القوى الوطنية تفكر جديا في المشاركة فيها وأن جميع التطورات السياسية تؤكد أن موقف المعارضة باق على حاله وما لم يتم تقديم حل سياسي عادل فلا يمكن توقع أن تتغير الأمور وأما موضوع وجود مرشحين في الانتخابات من عدمه «فهذا الأمر ليست لنا علاقة به ولا يعنينا».
في 13 مايو 2019 وعلى إثر زيارة مفاجئة من رئيس الوزراء آنذاك خليفة بن سلمان بن حمد آل خليفة رجل الدين الشيعي والمعارض عبد الله الغريفي في منزله في 1 مايو لتحريك المياه السياسية الراكدة في البحرين فإن جميل صرح قائلا:
كذلك فإن كاظم عضو مؤسس لجمعية الشيخ الجمري الخيرية والجمعية البحرينية للجامعيين وجمعية الكوثر للرعاية الاجتماعية.

## الحياة الشخصية
متزوج وله ثلاثة أبناء (ابنتان وولد).

## محاكمة تغريدة المال السياسي
في 9 أكتوبر 2014 قال كاظم عبر تويتر أن السلطة عرضت 100 ألف دينار بحريني (حوالي 264 ألف دولار أمريكي) لمن يريد الترشح في دوائر المعارضة. وقال أن الانتخابات وُلدت ميّتة لأنها فاقدة للإصلاح الحقيقي أن المشكلة الدستورية والسياسية في البحرين لايمكن اختزالها في انتخابات باهتة لمجلس فقد أغلب صلاحياته الرقابية والتشريعية. في 14 أكتوبر قال كاظم أن الأرقام الرسمية للكتل الانتخابية الموزعة على دوائر المحافظات الأربع الجديدة تؤكد موقف المعارضة القائل بعدم توازنها وأن حظوظ المعارضة الانتخابية فيما لو كانت قد قررت المشاركة ترتفع فقط في 16 دائرة من أصل 40 وهذا إجحاف أكثر مما كان عليه الوضع فيما سبق وإذا أضفنا إلى هذا الإجحاف في تقسيم الدوائر أن سلطة التشريع مربوطة بموافقة مجلس الشورى الذي يتكون من 40 عضو معين وأن صلاحيات الرقابة قد ألغيت بصورة عملية من مجلس النواب بعد التعديلات الأخيرة فإن هذا يوضح الموقف السلبي الذي أعلنته المعارضة تجاه الانتخابات.
في 17 أكتوبر 2014 على الرغم من نفى رئيس المجلس الأعلى للقضاء سالم الكواري توجه السلطة القضائية لمحاسبة أو اتخاذ إجراءات ضد سياسيين ادعوا بوجود المال السياسي في العملية الانتخابية من دون أن يقدموا أدلة بذلك في إشارة إلى تصريحات كاظم إلا أنه في 23 أكتوبر 2014 تلقى كاظم استدعاء من النيابة العامة للتحقيق معه على خلفية تصريحاته بشأن أثر المال السياسي على الإنتخابات. كما استدعته النيابة العامة مجددا في 9 نوفمبر. وبعدها قررت النيابة العامة تسجيل دعوى قضائية ضد كاظم باتهامه بالإخلال بحرية الانتخابات بالتشويش بنشر أقوال كاذبة بقصد التأثير على نتيجة الانتخابات استنادا إلى الجرائم الانتخابية المنصوص عليها في قانون مباشرة الحقوق السياسية وعلى الأخص البندين 4 و 7 من المادة الثلاثين من القانون المذكور واستند الاتهام الموجه إلى كاظم إلى تقرير أمني صادر عن جهات أمنية قررت فيه بأن كاظم كان يشكك في العملية الانتخابية وإجراءاتها وأنه دأَب على نشر نداءات مقاطعة الانتخابات على مواقع التواصل الاجتماعي وقد خلص هذا التقرير إلى أن ما نشره كاظم يأتي في إطار دعوته المعلنة إلى مقاطعة الانتخابات والتشكيك بالعملية الانتخابية ونزاهتها وإجراءاتها والمترشحين فيها حيث إنه يهدف مما نشره في مرحلة الانتخابات هو تعطيل العملية الانتخابية كاستحقاق دستوري والتأثير على مسيرتها ومن ثم نتيجتها العامة في محاولة لتصفير صناديق الانتخابات أو كحد أدنى التشويش وإحداث البلبلة لدى الناخبين في تحديد اختياراتهم وعند تصويتهم بافقادهم الثقة في كافة المرشحين وبالتالي إفشال العملية الانتخابية.
في 13 يناير 2015 أدانته المحكمة الجنائية الصغرى الأولى بالحبس 6 أشهر مع النفاذ وغرامة 500 دينار عن تهمة التشويش ونشر أخبار كاذبة بقصد التأثير على الانتخابات فيما عرف بتغريدة المال السياسي والتي كتبها خلال فترة الترشح للانتخابات النيابية والبلدية في أكتوبر 2014. واعتبرت جمعية الوفاق الحكم بأنه سياسي انتقامي أغفل الشهادات التي أثبتت صحة الواقعة وذلك ضمن عملية الانتقام من الخصوم السياسيين. وقال مرصد البحرين لحقوق الإنسان أنه تفاجأ من الحكم بحبس كاظم مستغربا «من الحكم على رئيس وفد الوفاق للحوار بالعقوبة القصوى دون أن ينص الحكم على كفالة لوقف التنفيذ». وفي اليوم التالي تم اعتقال جميل من أمام مقر جمعية الوفاق وزعم أنه عزم على الخروج وتسليم نفسه للشرطة لأنه لا يخاف أن يواجه الموقف ولأنه لا ينوي الهروب من البحرين أو التواري عن الأنظار والاختفاء ليتحول إلى مطلوب وملاحق أمنيا. وأكد كاظم أن المحامي عبد الله الشملاوي تقدم بطعن ضد الحكم الصادر أمام محكمة الاستئناف لانتظار موقفها مشيرا إلى احتمال لجوئهم للتمييز إن كان موقف محكمة الاستئناف مؤيدا للحكم الصادر بحقه كاشفا عن طلب سيتقدم به المحامي لوقف إجراءات التنفيذ.
في 15 يناير 2015 قال رئيس مركز البحرين لحقوق الإنسان والناشط الحقوقي نبيل رجب أنه تم طرح استبيان مشترك بين مركز البحرين لحقوق الإنسان وموقع مرآة البحرين المعارض حيث صوت 3٪ فقط بأن محاكمة علي سلمان أمين عام جمعية الوفاق وكاظم رئيس مجلس شورى جمعية الوفاق هي فقط إجراءات قانونية بينما يعتقد 97٪ من المصوتين أن المحاكمة هي استهداف ذات دوافع سياسي. عبرت منظمة أمريكيون من أجل حقوق الإنسان في البحرين ومركز البحرين لحقوق الإنسان ومعهد البحرين للحقوق والديمقراطية عن قلقهم البالغ من التهم ذات الدوافع السياسية التي وُجهت لكاظم مطالبين الحكومة بإطلاق سراحه فورا ونقض إدانة الحكمة له. عقد منتدى البحرين لحقوق الإنسان مؤتمر صحفي ببيروت للتعليق على الحكم الصادر على كاظم حيث قال باقر درويش المسؤول الإعلامي في المنتدى: «التهم كيدية، واتجاه السلطة لفتح أبواب الخيارات الأمنية المفتوحة في مواجهة الاحتجاجات السلمية، يعزز مسؤولية المجتمع الحقوقي الدولي في السعي لفرض آليات الرقابة الدولية على السلطة لايقاف الانتهاكات» بينما قال سمير شركس رئيس التنظيم القومي الناصري في لبنان: «أتينا لكي نعبر عن تضامننا مع الموقف العربي والإسلامي تجاه شعب البحرين» وقال محمد طي الأستاذ في القانون الدولي: «لقد شهدنا بأنّ المحاكم في البحرين تصدر أحكاما معلبة مسبقا ويجب أن يكون هناك مراعاة للمعايير الدولية في التقاضي فضلا عن أنه لا يجوز وضع أي قانون وتطبيقه على الشعب واتهامهم بعدم تنفيذه خصوصا مع كون هذه القوانين مخالفة للمواثيق الدولية. ليس هناك قانون يمنع حق الشعوب في اختيار النظام السياسي الذي تريد بشكل سلمي وهذه القوانين مخالفة للمعايير الدولية المعمول بها في العالم. إذا كانت العملية الانتخابية صحيحة كما يقولون فلم يضيقون ذرعا من النقد السياسي؟».
في 1 فبراير 2015 قررت محكمة الاستئناف الإفراج عن كاظم بكفالة مالية قدرها ٥٠٠ دينار وأجلت الحكم حتى ١٥ فبراير. في 15 فبراير أيدت محكمة الاستئناف حبس كاظم لمدة ستة أشهر بسبب تغريدة فضح فيها المال السياسي في الانتخابات الفائتة. وقال كاظم عبر حسابه في تويتر بعد صدور الحكم: «الحمد لله على حسن بلائه.... عاشت البحرين حرّة أبية». في 27 يوليو 2015 أفرجت السلطات عن كاظم وذلك بعد أن قضى حكما بالحبس ٦ أشهر بعد إدانته بكتابة تغريدة على حسابه على تويتر.
في 5 يناير 2016 استدعت النيابة العامة كاظم بالإضافة إلى أمين عام جمعية العمل الوطني الديمقراطي رضي الموسوي ورئيس لجنة الحريات الدينية بمرصد البحرين ميثم السلمان للتحقيق حول ندوة بجمعية الوفاق بتاريخ 27 ديسمبر 2015 للتضامن مع أمين عام جمعية الوفاق علي سلمان بعد مرور عام كامل على اعتقاله قبل أن تحيل مساعد أمين عام جمعية الوفاق خليل المرزوق وعضو الجمعية محمد الغريفي للنيابة العامة.
في 13 فبراير 2016 هاجم كاظم بشدة منتقدي الجمعيات السياسية المعارضة ممن دعوا إلى خفض سقف المطالب بهدف الوصول إلى تسوية ممكنة مع السلطة داعيا المتعبين للعودة إلى منازهم لأن هناك من سيواصل الطريق. وتساءل كاظم قائلا: